# 마이크 쾌큰부시

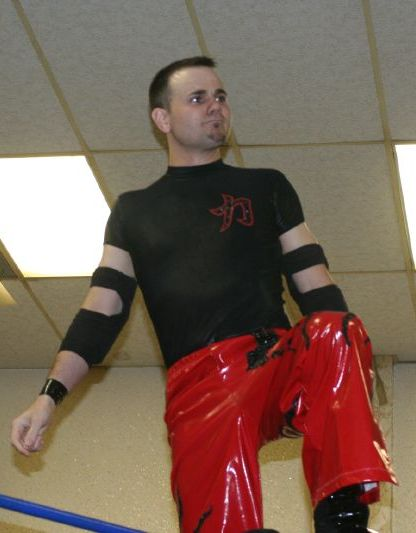
마이크 쾌큰부시

마이클 스필레인(영어: Michael Spillane, 1976년 3월 18일 ~ )는 미국의 프로 레슬러로, 마이크 쾌큰부시(Mike Quackenbush)라는 링네임으로도 잘 알려져 있다. 프로레슬링 단체 치카라를 설립하였다.